# Jacques Damade
 (janvier 2024).
Si vous disposez d'ouvrages ou d'articles de référence ou si vous connaissez des sites web de qualité traitant du thème abordé ici, merci de compléter l'article en donnant les références utiles à sa vérifiabilité et en les liant à la section « Notes et références ».
Jacques Damade est un éditeur. Fondateur en 1992 des Éditions de la Bibliothèque, il fut longtemps professeur de français et un temps chroniqueur au quotidien Libération.

## Personnalité
Jacques Damade est avant tout un passionné de littérature et un amoureux des livres. Les Éditions La Bibliothèque, fondées en 1992sont le résultat d'une fusion entre une bibliothèque familiale (constituée pendant plus de trois siècles) et sa passion pour Jorge Luis Borges, dont une formule figure dans chaque livre qu'il publie : « Me sera-t-il permis de répéter que la bibliothèque de mon père a été le fait capital de ma vie ? La vérité est que je n'en suis jamais sorti. »
Cet amour de la littérature lui vient de son grand-père qui lui donnait à lire des livres de cette bibliothèque. Le lancement des éditions La Bibliothèque est ainsi un moyen de rendre hommage à ce grand-père initiateur, mais aussi à la fameuse bibliothèque, qui fut dispersée, et de lui permettre de persister dans le temps en s'offrant au lecteur moderne.
Initialement, Jacques Damade rééditait les ouvrages anciens comme le premier traité sur le café. Puis, au fil du temps, il s'est diversifié en s'intéressant à la littérature contemporaine, publiant des auteurs tels que Jérôme Prieur, Hubert Haddad, Lucrèce Luciani, Vincent Puente, Jean-Pierre Ostende, Jean-Philippe Domecq ou Pierre Lartigue. Aujourd'hui encore, Jacques Damade aime à publier des auteurs nouveaux comme Solander ou Anne & Laurent Champs-Massart.
Le métissage de textes anciens et modernes est au cœur du projet.

## Ouvrages
- Petite archéologie des dictionnaires : Richelet, Furetière, Littré, Paris, La Bibliothèque, 1996, 137 p.[2].
- Jacques Henri-Lartigue, Paris, Actes Sud, coll. « Photo Poche » no 3, 2010
- Les Îles disparues de Paris, Paris, La Bibliothèque, 2011
- Abattoirs de Chicago, le monde humain I, Paris, La Bibliothèque, 2016
- Darwin au bord de l'eau, le monde humain II, Paris, La Bibliothèque, 2018
- Du côté du Jardin des Plantes, le monde humain III, Paris, La Bibliothèque, 2022
- Supplément à l'arche de Noé, Éditions des Grands Champs, 2024
- Co-auteur avec Isabelle Louviot  du Guide sentimental des piscines municipales de Paris, La Bibliothèque, 2024